# Pisanosaurus
Pisanosaurus (do latim "lagarto de Pisano") é um gênero de dinossauriforme herbívoro e bípede que viveu no fim do período Triássico, na America do Sul. Media em torno de 1 metros de comprimento, 0,6 metros de altura e pesava em torno de 5 quilogramas.
O pisanossauro pode ter sido um dos primeiros dinossauros ornitísquios a habitar a Terra, mas talvez não seja um dinossauro, e sim um silessauro.